# Chthon (cómic)
Chthon es un personaje ficticio, un Viejo dios demoníaco que aparece en los cómics estadounidenses publicados por Marvel Comics. Su nombre deriva de Chthon, la palabra griega que significa "tierra" y "terrenal", especialmente en relación con la tierra que no era tierra que da vida, pero oscura como la de la tumba o el inframundo. En algunos casos, Chthon se presenta como el equivalente Marvel del Diablo primitivo de algún tipo anterior al de las enseñanzas judeocristianas, ya que sus creaciones, los N'Garai, fueron expulsados de la Tierra por el ángel Lucifer antes de su rebelión contra Dios.

Hace mucho tiempo, cuando el mundo era tan nuevo, nada tenía nombre, algo se despertó. Aprendió todo sobre lo que era y lo que sería... pero sobre todo aprendió lo que no podía ser, lo que no debería ser. Y le dio a esas cosas nombres, nombres que escribió en páginas indestructibles, porque un nombre tiene dominio del nombre.

## Historial de publicación
Chthon apareció por primera vez en Marvel Chillers # 1 como "The Other", donde fue creado por Marv Wolfman, Bill Mantlo y Yong Mantano. El personaje no fue presentado oficialmente como Chthon hasta los Vengadores # 186.

## Biografía

### Historia Antigua
Durante la época en la que el primer organismo unicelular se formó en la Tierra, el Viejo Dios Demiurgo consiguió la conciencia después de haber sido formado y unido a la biosfera de la Tierra. Como las condiciones de la Tierra comenzaron a sustentar la vida, él tuvo conocimiento. Queriendo conocerse a sí mismo, Demiurgo se dividió en un sinnúmero de aspectos, uno de los cuales evidentemente se convirtió en Chthon. Consecuentemente, Chthon tiene miles de millones de años de antigüedad.
Los Viejos Dioses son los precursores de los dioses modernos y los demonios de la Tierra. Otros demonios contemporáneos que serían conocidos como "Viejos Dioses" fueron Set y Belathauzer. Gaea nació y fue la "Protectora de la Vida Emergente" que comenzó en los mares. Oshtur, hermana de Gaea y de los otros Viejos Dioses, dejó la Tierra en busca de los misterios del universo. Chthon comenzó a dedicarse al estudio y a la manipulación de las energías místicas, convirtiéndose en el primer maestro de la magia negra en la Tierra, incluso experimentando con los otros dioses.
Set, el "Dios de los muertos", engendró una serie de descendientes (por ejemplo, "Sligguth" y "Damballah"). Al darse cuenta de que podía aumentar su propio poder consumiendo la energía de sus compañeros Dioses, Set se convirtió en el primer ser en la Tierra en asesinar a otro. Al consumir las energías vitales de un compañero Dios mayor, Set comenzó el camino hacia la degeneración. Otros dioses ancianos comenzaron rápidamente a seguir el ejemplo de Set, matándose unos a otros para obtener más poder. Cuanto más consumían, más ansiaban poder. Con más poder, el hambre se volvió insaciable. Muchos se corrompieron y comenzaron a luchar para satisfacer la sed de poder; El vencedor se alimenta del otro. Después de millones de años, todos los dioses ancianos, excepto Gaea y Oshtur (que habían dejado la Tierra antes de la degeneración de los dioses ancianos en demonios), había degenerado a menos de su divinidad, convirtiéndose en malvado.
A medida que los dioses ancianos se degradaban en violencia, solo Gea permanecía en paz. En busca de una forma de proteger la vida inocente que crecía en el planeta, Gaea se unió a Demiurge creando a Atum, el primero de una nueva generación de dioses que protegería al mundo de los "Dioses Demoníacos Antiguos".
Chthon (así como muchos de los dioses antiguos) tenía el talento de la previsión. Cuando la amenaza de la descendencia de Gea salió a la luz, inscribió todo su conocimiento místico oscuro (adquirido a través de milenios de la práctica del mal encarnado) en pergaminos indestructibles para dejarlos en esta dimensión (en caso de ser derrotado) como un testimonio de su poder y un vínculo entre Él y este mundo.
Atum se convirtió en una amenaza para los dioses ancianos, cuando comenzó a destruirlos por su maldad y degradación, absorbiendo sus energías en sí mismo. Las energías demoníacas que absorbió lo hicieron cada vez más poderoso, y también hizo que Atum sufriera una metamorfosis en la forma de Demogorge, el Devorador de Dios. Muchos de los dioses ancianos cayeron ante Atum, y los que no fueron destruidos huyeron a otras dimensiones.
Chthon y Set se unieron para luchar contra Atum, pero fueron derrotados. Chthon, sintiendo que el final estaba cerca, lanzó un hechizo que le permitió escapar a otra dimensión antes de que el Demogorge pudiera matarlo. Antes de irse, Chthon dejó el pergamino que había escrito detrás, sirviendo de piedra de toque.
Al enterarse de lo que sus hermanos habían degenerado, Oshtur se ofreció a abandonar la dimensión de la Tierra para evitar que el hechizo de Gea se debilitara. Después de la guerra de demonios, Gea fue el único Dios antiguo que se permitió que existiera en el planeta, y ella infundió su esencia divina en la Tierra y en todos los seres vivos (que se conoce como "Madre Tierra"). El Demogorge liberó las energías que había absorbido, volviendo a la forma de Atum. Luego tomó residencia dentro del sol de la Tierra. Atum regresó a la Tierra poco después cuando Set amenazó con invadir la Tierra con el auge de los dinosaurios. La lucha entre Set y Atum fue tan grande, que muchos creen que la energía liberada durante ese período fue responsable de la extinción de los dinosaurios. Después de esa batalla,de dioses y luego regresó a la Tierra cuando asistió al "Odinson" Thor, con quien Atum compartió a su padre materno, Gea. Juntos, Atum y Thor se enfrentaron y derrotaron al Viejo Dios Set. 
Chthon agregó la página de Demogorge a los pergaminos para asegurarse de que cualquier Demogorge en la Tierra en el futuro esté a su propio orden. También agregó un contra hechizo para detener el Demogorge que solo podía ser lanzado por alguien de naturaleza no mística. Los pergaminos algún día se unirían en un solo volumen y con el título apropiado de Darkhold, el primer tomo de magia negra de la Tierra. En su nueva dimensión, Chthon engendró la raza de demonios conocidos como los N'Garai, que volverían a la Tierra aunque él mismo no pudiera. 
El Darkhold fue descubierto por hechiceros humanos en la Atlántida pre-cataclísmica. Estos hechiceros (incluido Varnae) fundaron un culto a los Darkholders y utilizaron el poder de Chthon para convertirse en vampiros en un intento por alcanzar la inmortalidad. Durante los siguientes milenios, muchas personas llegaron a usar el Darkhold y fueron corrompidas por Chthon. 
En el siglo VI d. C., la hechicera  Morgan le Fey se convirtió en líder de los Darkholders. Morgan y los poseedores de la oscuridad intentaron convocar al Dios antiguo para obligarlo a cumplir sus órdenes, sin saber que un demonio de su poder y conciencia es incontrolable según los estándares de la Tierra. Cuando los poseedores de la oscuridad intentaron enviar al demonio "de regreso a donde vino", descubrieron que eran incapaces de desterrarlo por completo, por lo que lo ataron (con la ayuda del texto mismo) a una única ubicación terrenal, el Monte Wundagore, en Lo que se convertiría en la nación europea oriental de Transia.
Modred el Místico buscó el Darkhold con intenciones morales, y Chthon lo usó para corromperlo.

### Tiempos modernos
A fines de la década de 1940, Herbert Wyndham, el hombre que se convirtió en el Alto Evolucionador, hizo su base de laboratorio a los pies de la montaña Wundagore con la asistencia del doctor Horace Grayson (el padre del superhéroe Marvel Boy de la década de 1950).
En la década de 1950, un joven Philip Masters (el Amo de las Marionetas) obtuvo arcilla de la montaña a la que Chthon le había otorgado poder místico. Usaría esta arcilla en sus intentos de conquistar los Cuatro Fantásticos. 
Un colega de Herbert Wyndham llamado Jonathan Drew con su esposa Miriam y su hija Jessica llegaron durante este tiempo. El Hombre Lobo Gregor Russoff, un Darkholder cuyo nieto (nombre de nacimiento Jacob Russoff, nombre legal Jack Russell) se convertiría en el Hombre Lobo, atacó y mató a la esposa de Drew. Jonathan Drew estaba poseído por el fantasma del mago Magnus que había luchado contra los Darkholders durante siglos. Wyndham, para proteger a la hija de los Drews, la puso en animación suspendida. 
El Alto Evolucionador también creó una raza de animales humanoides artificialmente desarrollados llamados los New Men. Magnus (en la forma de Jonathan Drew) lo convenció de que diseñara sus códigos de acción y conducta después del caballero medieval. Nombraron a los miembros de élite de los Nuevos Hombres los Caballeros de Wundagore.
Durante este período, una gitana embarazada llamada Magda llegó a Wundagore, a punto de dar a luz. Desconocida para todos, ella era la esposa del hombre que se convertiría en Magneto.
Siglos más tarde, el mal de Chthon infectó a la joven Jessica Drew, que se crio en un laboratorio en Wundagore. Fue convocado para luchar contra el Alto Evolucionador por el Hombre Lobo Gregor Russoff, lo que resultó en la muerte de Russoff. Inmediatamente después de esta derrota, Chthon plantó una parte de su esencia en otro niño criado debajo de Wundagore, Wanda Maximoff.
A medida que su presencia se desvanecía, Chthon envió una parte de su esencia a uno de los hijos gemelos de Magda, Wanda, cuya mutación se transformó en la capacidad de manipular el caos y la probabilidad y, más tarde, de manipular la realidad misma. Magda murió y sus hijos fueron colocados en animación suspendida.
Varios años después, Robert Frank y su esposa embarazada Madeline (anteriormente los superhéroes Zumbador y Miss America) llegaron a Wundagore. Madeline murió dando a luz a un niño muerto que fue deformado por la exposición de los francos a la radiación en manos de su enemigo Isbisa. Cuando Robert pidió ver a su hija, Lady Bova, sabiendo que su esposa había muerto en el parto y para evitarle la pena, le presentó a los dos niños (nacidos a la difunta Magda) como sus hijos, pero cuando supo de su esposa. la muerte, huyó. Creería durante años que los gemelos eran sus propios hijos abandonados, aunque los francos también tenían un hijo sobreviviente, Nuklo, que estaba en animación suspendida al cuidado del Gobierno de los Estados Unidos.
Los bebés gemelos fueron devueltos a la animación suspendida durante décadas hasta que Bova los llevó a un gitano Transian llamado Django Maximoff, quien crio a los niños como si fueran suyos. Mientras que las gemelas se convertirían en la Bruja Escarlata y Quicksilver, Jessica Drew también fue liberada de la animación suspendida, y finalmente se convirtió en la primera Spider-Woman.
La influencia de Chthon se amplificó algunos años más tarde gracias a la proliferación de Darkholders en todo el planeta. Vittorio Montesi descubrió que era estéril, pero estaba decidido a tener un heredero para proteger el Darkhold que había llegado a su posesión. Montesi cedió a la tentación y usó un hechizo de fertilidad del libro maldito. Esto permitió que la esposa de Montesi quedara embarazada; no con el hijo de Vittorio, sino con el engendro de demonios de Chthon. La niña fue Victoria Montesi, que crecería para liderar un grupo de investigadores místicos, incluido Modred el Místico, que se oponía a los usuarios de los poderes y conjuros de Darkhold. Chthon impregnó místicamente a Victoria con su propia fuerza vital en un intento por renacer en la Tierra, pero el Doctor Strange lo impidió.
En la era moderna, Modred el Místico y Magnus se opusieron a los Darkholders y Morgan le Fey, respectivamente; Con Magnus también convirtiéndose en un aliado de Spider-Woman.
Cuando Modred el Místico dedicó su lealtad a Chthon, el Dios antiguo hizo que él engañara a Magnus para que se ausentara cuando debía levantarse de nuevo. Modred capturó a la Bruja Escarlata y realizó el ritual permitiendo a Chthon usarla como su nave en la Tierra. Mientras intentaba purgar la forma de lo último de la humanidad y la conciencia de Wanda, Chthon apareció ante Lady Bova y el hermano de Wanda, Pietro, advirtiéndoles que se fueran o fueran asesinados. Cuando Chthon comenzó a hacerse más poderosa en la forma terrenal de Wanda, atacó a Pietro y a su padre adoptivo, Django Maximoff.
Décadas más tarde, Chthon logró convertir completamente a Mordred el Místico en su sirviente, y lo envió a capturar a Maximoff (que desde entonces se había convertido en la Bruja Escarlata) para usarlo como su anfitrión terrenal. Sin embargo, los Vengadores liberaron a Maximoff de su control.
Django Maximoff tuvo acceso a la madera de la montaña Wundagore, que contenía las energías mágicas de Chthon. Utilizó un objeto mágico conocido como la Piedra Nivashi para animar objetos inanimados e ilusiones, y creía que la Piedra era lo que le permitía usar la madera de Wundagore. 
Django Maximoff vendió un par de efigies de muerte de madera, que podrían ser traídas a la vida por el propio espíritu que también contiene las energías mágicas de Chthon, a Nathan Dolly.
Nathan Dolly se convirtió en Mister Doll, un enemigo de Iron Man, que creó a los primeros  Hermanos Grimm.
Chthon regresó en busca de venganza y poseía Quicksilver para atacar a los Vengadores, pero fue derrotado nuevamente. Intentó convertir a su otra hija de Wundagore, Jessica Drew, en uno de sus demonios, pero fue frustrada cuando su títere humano para la tarea, Viper, lo traicionó.
Durante la historia de Fear Itself, Chthon asistió al Abogado del Diablo para hablar sobre las acciones de la Serpiente en la Tierra.
Durante la serie de Carnage, de ser parte de la profecía Darkhold, que junto con su descendencia Raze resucitado, Chthon usando el Darkhold y Chthon lo empujó a un lado rápidamente. Luego, el Grupo de trabajo de los simbiontes, formado por Eddie Brock como Toxin y John Jameson, junto con otros miembros, llegó para detener a Chthon. Eddie le dio el simbionte Toxin a una chica llamada Jubil que tenía parte del poder Darkhold y ella con el simbionte absorbió al simbionte Raze y luego tomó la forma de un Caballero Angélico y derrotó a Cthon.
Durante la trama del Imperio secreto, se reveló que Chthon había poseído a Bruja Escarlata luego de su derrota, lo que llevó a Chthon a controlar a Bruja Escarlata para que se uniera a los Vengadores de Hydra en el momento en que Hydra se hizo cargo de los Estados Unidos. Madame Hydra más tarde mencionó que la posesión de Chthon ha dejado a Bruja Escarlata desquiciada. Después de que Thor regresara, ayudara a noquear a Bruja Escarlata durante la lucha contra Hydra en Washington D. C., el Doctor Strange hizo los preparativos para romper el control de Chthon sobre Bruja Escarlata.

### Otras apariciones
- Al luchar contra Viper, Spider-Woman fue lanzada a través de un portal a la dimensión del dominio de Chthon. El Dios antiguo tocó al héroe y comenzó a transformarla en un demonio. Fue rescatada por la Víbora, habiendo descubierto (erróneamente, como Víbora le reveló a Spider-Woman que en realidad era una ilusión puesta en la mente de Viper) que Spider-Woman era su hija y en cambio traicionó al demonio, cerrando la puerta a su reino, liberando a Jessica, y echando a Chthon de vuelta al vacío (su dimensión).
- En una ocasión, después de que el Doctor Strange llevó a Darkhold a su Sanctum Sanctorum para mantenerlo a salvo, usó la Fórmula Montesi (desarrollada como una enmienda a Darkhold) para destruir a todos los vampiros en la Tierra. Evitó con éxito que Chthon tomara el control de su alma.
- El villano del Doctor Strange, Dormammu, invocó el Caldero de Chthon en un hechizo mientras intentaba hundir a la Tierra en la oscuridad permanente.
- Cuando Morton Thurnton usó una página de Darkhold, Chthon se le apareció y convocó a Hellhound para que lo ayudara a encontrar armas de destrucción.[16]
- La llegada de las "Otras Cosas" devolvió a la Bruja Escarlata momentáneamente a su estado controlado por Chthon. En "Perfection, South Carolina", una página de Darkhold fue utilizada por Aurora Poule y el Otro apareció ante ella. Dada la elección entre un vestido para hacerla bella o para vengarse de quienes la habían lastimado, Aurora eligió el vestido. Cuando las personas aún eran malas con ella, Aurora regresó al Otro y pidió venganza. El Otro obligó a abrir un mojón N'Garai y desató a los demonios en la ciudad.[17]
- El Otro fue convocado por el Reverendo Styge y le dio la capacidad de resucitar a los muertos comiendo humanos.[18]
- Cuando una mujer paralizada llamada Clarisse Van Ripper usó una página, la Otra se le apareció y le dio la capacidad de sentir el mundo a través de un demonio.[19]
- Un recluso de la prisión llamado Norman "Misericordia" Zachos usó una página de Darkhold y el Otro que le permitió escapar, pero estaba plagado de demonios cuando estaba en la oscuridad.[19]
- El Otro fue convocado por un Sr. Hayward que quería que la gente recordara por qué luchó en la Segunda Guerra Mundial. El Otro creó un ejército de aviones japoneses que atacaron a Maui en una recreación de los recuerdos de Hayward. Mucha gente inocente murió.[20]
- En un avión, Sarrah Roberts usó una página y el Otro se acercó a ella. El Otro desató a un demonio que le concedió sus deseos y los de los demás pasajeros. Estos deseos fueron torcidos para que la malicia pudiera seguir. La hija de Louise Hasting es asesinada en este incidente.[21]
- Louise Hastings usó la página de deseos para convocar al Otro. Tuvo la tentación de usarlo para devolver a la vida a su hija, pero no se dio por vencida y resistió su corrupción hasta su último aliento. Cuando su nieto, Jinx, trató de usarlo, solo su condición de adepto místico evitó que Chthon pudiera dominarlo.[22]
- Mientras intentaba liberar a sus amigos de Interpol, Jinx volvió a dibujar en una página de Darkhold. Atado por la habilidad de Jinx, el Otro se vio obligado a responder cuando Vicki le preguntó sobre la página de Demogorge.[23]
- Invocado por el teniente Frank West, el Otro le otorgó la capacidad de ver a los tríos.[24]
- Cuando el granjero despertó a Johnny Farmer, quien estaba legalmente muerto de cerebro, le dieron una página de Darkhold, el Otro vino a Farmer y lo convirtió en el Cosechador.[24]
- El cazador de vampiros, Blade usó la página de Demogorge y convocó al Otro. Tomando la forma de la madre de Blade, le ofreció a Blade la oportunidad de vengarse de lo sobrenatural al convertirse en un nuevo Demogorge. Blade aceptó y se convirtió en Switchblade. Luego mató a muchos seres sobrenaturales, incluidos los inocentes.[25]
- Louise Hastings usó el Darkhold para lanzar el contra hechizo al Demogorge, salvando a los que habían sido asesinados por Switchblade, y perdiendo una parte de su alma por Chthon.[26]
- Chthon le hizo una oferta a Modred. A cambio de su alma, podría convencer a cierta buena mujer en Inglaterra para que voluntariamente entregara su alma en su lugar. Modred aceptó y logró que la mujer aceptara, solo después de darse cuenta del ritual de que la mujer era su amada Lady Janice. Tomando posesión de Janice, Chthon luchó contra Modred, quien recurrió al amor y la fe de Janice para defenderse del demonio. Sabiendo que el Anciano Demonio mataría a Janice antes de que pudiera ser liberada, Modred le ofreció su alma a Chthon nuevamente y el demonio aceptó. Después de que Janice muriera en sus brazos, Chthon hizo que el Místico renovara su lealtad.[27]
- Cuando Michael Morbius usó una página de Darkhold para alcanzar su deseo más profundo, la Otra resucitó a Martine Bancroft para él, aunque la entidad llamada Parásito había tomado su forma.[28]
- Vicki Montesi usó una página del Darkhold, ganando poderes para curarse usando las fuerzas de la vida de aquellos que murieron por la monstruosidad.[29]
- A un joven llamado Brian Kornfeld le ofrecieron una página de Darkhold y quería luchar contra el crimen. El Otro lo convirtió en Spider-X.[30]
- El Demon-Enano le reveló a Modred que Vicki Montesi ahora estaba embarazada de Chthon, y que en nueve meses renacería en la Tierra.[31]
- Chthon hizo que la Partera, un demonio creado específicamente para dar vida al infante Chthon, apareciera en el Santuario del Doctor Strange y se preparara para llevar a Chthon a la Tierra nuevamente.[32]
- En su dimensión el Otro Reino, Chthon se preparó para regresar a la Tierra. El doctor Strange viajó a la dimensión de Chthon y, mientras se comunicaba con el demonio, Strange casi cedió a la oscuridad (que lo habría matado), pero Strange solo fue salvado por su fe en "algo mucho más sutil y mucho más majestuoso que la Gran Sombra". Extraño luego lanza un hechizo con esa fe en Chthon, causando que el demonio se estremezca. Chthon luego expulsó al místico de regreso a la Tierra, donde la partera había comenzado a dar a luz al bebé de Victoria. Allí, Strange aprovechó la oportunidad, lanzando un hechizo similar que aprovechó toda la bondad del alma de Victoria. Con Chthon debilitado por estar fuera de su dominio metafísico, pero aún no en forma física, Chthon se vio obligado a retirarse a su Otro Reino.[33]
- En una caverna en lo profundo de Wundagore, Exodus notó el poder viviente en la montaña y contempló cómo podría usarlo.[34]

## Poderes y habilidades
Chthon tiene dominio de la magia negra y la magia del caos. Posee vastos poderes místicos, capacidades de distorsión de la realidad y un inmenso poder dentro de su propio universo de bolsillo.

## En otros medios

### Películas

#### Universo Cinematográfico de Marvel
Chthon es mencionado en la película del MCU de Doctor Strange en el multiverso de la locura (2022), como el autor del libro Darkhold y el fundador del castillo donde se creó el libro.

### Televisión
Chthon aparece en el episodio "Mother of Doom" de The Super Hero Squad Show con la voz de Mark Hamill. El Doctor Doom conquista su dimensión para aprovechar su magia y liberar a su madre. Chthon acude al Super Hero Squad y al Doctor Strange en busca de ayuda. Mientras Wolverine, Hulk, Falcon y el Capitán América se quedan atrás en caso de que los secuaces del Doctor Doom ataquen, Iron Man, Thor, Silver Surfer y el Doctor Strange se vayan con Chthon a su dimensión. Antes del transporte, Chthon había notado que el Doctor Strange usaba el Darkhold de Chthon para sostener la parte inestable de su silla. En lo que respecta a la lucha contra el Doctor Doom, Doom le ofreció a Chthon un trato (que era para que le devolviera a su madre) y lo ayudó a luchar contra los héroes. Después de que el Doctor Doom fue derrotado y el castillo en el que todos estaban terminados fue destruido, Chthon fue encerrado. Regresó en el episodio "Pedicure and Facial of Doom", esta vez como siervo de Coco, y la ayudó en su plan para dominar el mundo. Con la ayuda de Doom, Coco y Chthon fueron derrotados por el Super Hero Squad.

### Libros
En Spider-Man: Requiem, la Camarilla de Scrier usó el Darkhold y Carrion para provocar a Chthon. Sin embargo, Carrión se sacrifica para detener a Chthon.